# Akodon kadiweu
O rato-do-mato-kadiwéu (nome científico: Akodon kadiweu) é uma espécie endêmica do Brasil, ocorrendo exclusivamente no Parque Nacional da Serra da Bodoquena na bacia do Rio Miranda.